# Blackstads församling
Blackstads församling var en församling i Linköpings stift och i Västerviks kommun i Kalmar län. Församlingen uppgick 2012 i Hallingeberg-Blackstads församling.
Församlingskyrka var Blackstads kyrka.

## Administrativ historik
Församlingen har medeltida ursprung. 
Församlingen var till 1973 annexförsamling i pastoratet Locknevi och Blackstad. Från 1973 var den annexförsamling i pastoratet Hallingeberg och Blackstad. Församlingen uppgick 2012 i Hallingeberg-Blackstads församling]m.

## Organister och klockare
| Verksam   | Namn                   | Levnadstid | Övrigt                |
| --------- | ---------------------- | ---------- | --------------------- |
| 1774–1789 | Lars Persson           | 1720–      | Klockare              |
| 1790–1810 | Nils Chrisenius        | 1753–      | Klockare              |
| 1814–1832 | Jacob Gabriel Hornvall | 1792–      | Organist och klockare |
| 1832–1847 | P. G. Löfgren          | 1806–1847  | Organist och klockare |
| 1849–1880 | Peter Magnus Hallén    | 1816–1880  | Organist och klockare |
| 1899–     | Per Alfred Nilsson     | 1871–      | Organist och klockare |